# Ambiya
Ambiya (tiếng Ả Rập: أمبيا) là một ngôi làng của Syria ở huyện Qatana thuộc tỉnh Rif Dimashq Theo Cục Thống kê Trung ương Syria (CBS), Ambiya có dân số 412 trong cuộc điều tra dân số năm 2004.